# Oliver Gaspirtz

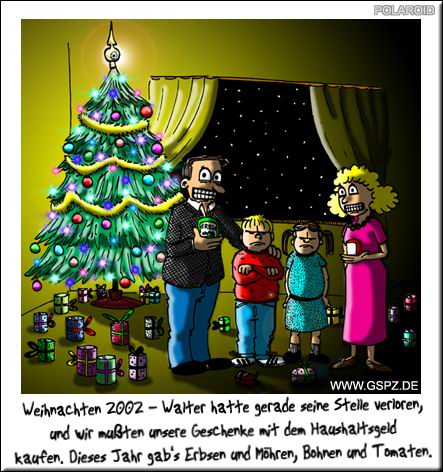
Cartoon „Keine frohen Weihnachten“

Oliver Gaspirtz (* 1970 in Aachen) ist ein deutscher Cartoonist und Autor.
Oliver Gaspirtz wanderte 1993 nach New York aus, wo er unter anderem für King Features gezeichnet hat. Seine Cartoons wurden in internationalen Ausstellungen gezeigt und in Zeitschriften wie Eulenspiegel, Punch, Funny Times, Saturday Evening Post und National Enquirer veröffentlicht.
Seine Polizei-Cartoons für die Zeitschrift American Police Beat wurden 1997 vom Lincoln-Herndon Verlag in dem Buch A Treasury of Police Humor zusammengefasst. Seit 2000 veröffentlicht Gaspirtz seine Cartoons ausschließlich im Internet.

## Veröffentlichung
- Anthropause 2020. Westhoff Publishing, 2020
- Black Humor. Westhoff Publishing, 2020
- A Treasury of Pet Humor. Lincoln Herndon, 1999
- A Treasury of Police Humor. Lincoln Herndon, 1997
- The Truth about Cinderella. Felix Productions, 1993